# هدف التنمية المستدامة الثاني عشر
يتعلق هدف التنمية المستدامة الثاني عشر (إس دي جي 12 أو الهدف العالمي 12) بـ«الاستهلاك والإنتاج المسؤولان». وهو أحد أهداف التنمية المستدامة السبعة عشر التي وضعتها الأمم المتحدة في عام 2015. والصياغة الرسمية للهدف الثاني عشر هي «ضمان وجود أنماط استهلاك وإنتاج مستدامة». يسعى الهدف الثاني عشر إلى ضمان الاستخدام الجيد للموارد، وتحسين كفاءة الطاقة، واستدامة البنية التحتية، وتوفير الوصول إلى الخدمات الأساسية، وتوفير فرص عمل لائقة وغير مضرة للبيئة وضمان نوعية حياة أفضل للجميع. يتضمن الهدف الثاني عشر إحدى عشر غاية يتعين تحقيقها بحلول عام 2030 على أقل تقدير، ويقاس التقدم نحو الأهداف باستخدام ثلاثة عشر مؤشرًا.
تعد الغايات الإحدى عشر للهدف هي: تنفيذ الإطار العشري لبرامج الاستهلاك والإنتاج المستدامين؛ وتحقيق الإدارة المستدامة والاستخدام الفعال للموارد الطبيعية؛ وخفض هدر الغذاء العالمي للفرد بمقدار النصف على مستوى متاجر البيع بالتجزئة والمستهلكين؛ وتحقيق الإدارة السليمة بيئيًا للمواد الكيميائية وجميع المخلفات طوال دورة عمرها؛ والحد من إنتاج المخلفات عن طريق المنع، والتقليل، وإعادة التدوير وإعادة الاستخدام؛ وتشجيع الشركات على اعتماد ممارسات مستدامة؛ وتعزيز ممارسات الشراء العام المستدامة؛ وضمان امتلاك الأفراد في كل مكان المعلومات الهامة والوعي بالتنمية المستدامة. أما «وسائل تحقيق» الأهداف الثلاثة هي: دعم البلدان النامية لتعزيز قدرتها العلمية والتكنولوجية؛ وتطوير أدوات لرصد آثار التنمية المستدامة وتنفيذها؛ وإزالة تشوهات السوق، مثل إعانات الوقود الأحفوري، التي تشجع الاستهلاك المسرف.
أبلغت 79 دولة والاتحاد الأوروبي بحلول عام 2019، عن وثيقة سياسة وطنية واحدة على الأقل لتعزيز أنماط الاستهلاك والإنتاج المستدامة. وأجري ذلك للعمل من أجل تنفيذ «إطار عشري لبرامج للاستهلاك والإنتاج المستدامين». أُنفق أكثر من 400 مليار دولار أمريكي على إعانات الوقود الأحفوري في عام 2018. شكل ذلك ضعف الإعانات المقدرة للطاقة المتجددة وضر بمهمة الحد من انبعاثات ثاني أكسيد الكربون العالمية. 
تشمل غايات الهدف الثاني عشر استخدام طرق إنتاج صديقة للبيئة وتقليل كمية المخلفات. ينبغي زيادة معدلات إعادة التدوير الوطنية، مقاسةً بأطنان المواد المعاد تدويرها، بحلول عام 2030. بالإضافة إلى ذلك، يجب على الشركات اعتماد ممارسات مستدامة ونشر تقارير الاستدامة.

## خلفية
يُوصف الاستهلاك والإنتاج بأنهما مصدرًا دافعًا للاقتصاد العالمي. ولكنهما يعتمدان فقط على استخدام البيئة والموارد الطبيعية بطريقة تستمر في إحداث آثارًا ضارة على الكوكب. ووفقًا لبرنامج الأمم المتحدة للبيئة (يو إن إي بّي)، ما يزال دمج الاستدامة البيئية والنمو الاقتصادي يمثل تحديًا عالميًا رئيسيًا حتى اليوم. رافق التقدم الاقتصادي والاجتماعي في القرن الماضي تدهورًا بيئيًا أضر بالأنظمة التي يعتمد عليها مستقبلنا.
يجب أن نحد عاجلًا من بصمتنا البيئية في الاستخدام من أجل تحقيق النمو الاقتصادي والتنمية المستدامة، عن طريق تغيير إنتاج واستهلاك السلع والموارد. تعتبر الزراعة أكبر مستهلك للمياه في جميع أنحاء العالم، ويستهلك الري الآن ما يصل إلى 70 في المئة من المياه العذبة للاستخدام البشري.

## الأهداف والمؤشرات والتقدم
يتضمن الهدف الثاني عشر إحدى عشر غاية. يتوجب تحقيق أربعة منها بحلول عام 2030، وواحدة بحلول عام 2020، وستة لم يحدد لها عام مستهدف.  تتناول الغايات قضايا مختلفة تتراوح بين تنفيذ الإطار العشري لبرامج الاستهلاك والإنتاج المستدامين (الهدف 12.1)، وتحقيق الإدارة المستدامة والاستخدام الفعال للموارد الطبيعية (الهدف 12.2)، وتخفيض نصيب الفرد من المخلفات الغذائية العالمية على مستوى متاجر البيع بالتجزئة والمستهلكين (الهدف 12.3)، وتحقيق الإدارة السليمة بيئيًا للمواد الكيميائية وجميع المخلفات طوال دورة عمرها (الهدف 12.4)، والحد بشكل كبير من إنتاج المخلفات عن طريق المنع، والحد، وإعادة التدوير وإعادة الاستخدام (الهدف 12.5)، وتشجيع الشركات على اعتماد ممارسات مستدامة (الهدف 12.6)، وتعزيز ممارسات الشراء العام المستدامة، وفقًا للسياسات والأولويات الوطنية (الهدف 12.7)، وضمان امتلاك الأفراد في كل مكان المعلومات المهمة والوعي بالتنمية المستدامة (12.8)، ودعم البلدان النامية لتعزيزها قدرتها العلمية والتكنولوجية (الهدف 12. أ)، وتطوير أدوات لرصد آثار التنمية المستدامة على النمو المستدام وتنفيذها (الهدف 12.ب)، وترشيد إعانات الوقود الأحفوري غير الفعال الذي يشجع الاستهلاك المسرف عن طريق إزالة تشوهات السوق (الهدف 12.ج).

## التقدم
يحضر الأمين العام للأمم المتحدة تقريرًا سنويًا لتقييم التقدم المحرز نحو أهداف التنمية المستدامة.
بحلول عام 2016، فُقد 13.8% من الغذاء في سلاسل التوريد، أي في أثناء الحصاد والنقل والتخزين والمعالجة، بينما ازدادت المخلفات الإلكترونية بنسبة 38%، كان 20% منها فقط قابل لإعادة التدوير.

## التحديات

### أثر جائحة كوفيد-19
أتاحت جائحة كوفيد-19 في عام 2020 فرصةً للبلدان لبناء خطط التعافي التي قد تُغيّر الاتجاهات الحالية وتُغيّر أيضًا أنماط الاستهلاك والإنتاج نحو تحقيق مستقبل أكثر استدامة. أثبتت الجائحة أن نقاط الضعف تنشأ من أنظمتنا، ويجب أن تبدأ المسؤولية من حكوماتنا وصولًا إلى موظفي الخدمة المدنية الآخرين، من أجل تحقيق أهداف التنمية المستدامة. ومن المهم للغاية فصل التدهور البيئي عن النمو الاقتصادي من أجل تعزيز الاستهلاك المستدام. يشمل هذا أيضًا أنماط الإنتاج والتحول نحو اقتصاد عالمي أكثر شمولية وأخضر أكثر.
حدثت العديد من التداخلات في سلسلة الإمدادات الغذائية العالمية بسبب تأثيرات جائحة كوفيد-19. إذ عانى العديد من الأشخاص في جميع أنحاء العالم بسبب فقدان الدخل، نتيجةً لاضطرابات العمل. وجرى التخلص من العديد من المنتجات الزراعية والحيوانية وإتلافها، بسبب وجود فائض من هذه المنتجات. وظهرت مخاوف أيضًا بشأن التجارة العالمية للأغذية والمنتجات الزراعية. تسببت عمليات إغلاق الحدود وتحديات التباعد الاجتماعي، فضلًا عن انقطاع النقل الجوي والبحري، في نقص الغذاء في سلسلة متاجر التجزئة. أدى ذلك إلى اختيار العديد من المستهلكين لسلاسل التوريد الغذائية المحلية، وشراء الأطعمة والمنتجات المتوفرة على المستوى الإقليمي. ولكن، ليس واضحًا بعد كيف ستتكيف سلاسل التوريد هذه مع التحديات الخاصة بكل منطقة، مثل الطقس والجفاف والجراد. بالإضافة إلى ذلك، يوجد تحدي يتمثل في التخزين، الذي تسبب في نقص الغذاء والأدوية ومنتجات العناية الشخصية الأخرى. وتسبب هذا أيضًا في العديد من الاضطرابات لسلاسل المتاجر الكبرى، ولكن في معظم الظروف، لا يعد التخزين ضروريًا، بل إنه في الواقع أكثر ضررًا لأنه يؤدي إلى زيادة هدر الطعام، وانعدام الأمن الغذائي، ويؤثر سلبًا على الفئات الضعيفة من السكان، مثل كبار السن.

## الروابط مع أهداف التنمية المستدامة الأخرى والقضايا الأخرى
يتضمن الهدف الثاني عشر غايات تتعلق بالهدف الثاني، والثالث، والرابع، والثامن، والتاسع، والثالث عشر، والرابع عشر والخامس عشر.
«يشكل التنوع المتزايد، في ظل الدعم السياسي المناسب، أساس التنوع الغذائي وبالتالي الصحة والتغذية (الهدفان الثاني والثالث)، من أجل زيادة القدرة على مواجهة الضغوطات الحيوية وغير الحيوية (الهدفان الثالث عشر والخامس عشر) وينبغي تعزيز العمالة اللائقة (الهدف الثامن) وسبل العيش الريفية (الهدف الأول). بالإضافة إلى ذلك، يتطلب تحقيق الهدف الثاني عشر تقييد الزراعة الصناعية بسبب آثارها السلبية على أهداف التنمية المستدامة الأخرى، بما فيها الهدف السادس، لأنها أكبر مستهلك لموارد المياه العذبة؛ والهدفان الثاني والخامس عشر لأنها محرك رئيسي لفقدان التنوع البيولوجي؛ والهدف السابع بسبب اعتمادها على الوقود الأحفوري؛ والهدف الرابع عشر بسبب تسرب المبيدات والأسمدة التي تلوث الأرض والمياه وتخلق مناطق ميتة في البحار؛ والهدف الثالث عشر لأنها مساهم رئيسي في انبعاثات غازات الاحتباس الحراري».